# David Watkin (operator)
David Watkin (ur. 23 marca 1925, zm. 19 lutego 2008 w Brighton) – brytyjski operator filmowy.

## Życiorys
Był potomkiem znanej rodziny przedsiębiorców kolejowych. Pod koniec lata 40. Watkin rozpoczął pracę w Southern Region Film Unit of British Railways, a na początku lat 50. został gońcem i pomocnikiem operatora w państwowej wytwórni filmowej, British Transport Films, która specjalizowała się w realizacji filmów o angielskiej kolei i portach. Zajęcie to umożliwiło mu zapoznanie się z tajnikami techniki operatorskiej – obiektywami, filtrami, oświetleniem. Jako samodzielny operator zadebiutował w 1955 roku. Powstał wówczas „The Long Night Haul” Jamesa Ritchiego.
Prace Watkina cechuje wielka wszechstronność. Twórca ten znakomicie wyczuwał klimat zarówno tych filmów, których akcja dzieje się współcześnie, jak również filmów kostiumowych. Wśród najwybitniejszych prac Watkina znajdują się między innymi: Diabły, Trzej muszkieterowie (i jego druga część), Hamlet (w reżyserii Franco Zeffirellego, z którym nakręcił jeszcze kilka innych filmów m.in. miniserial Jezus z Nazaretu), Rydwany ognia, Chłopięcy świat, Wpływ księżyca, Yentl. Ostatni film w jego filmografii to All Forgotten z 2000 roku.
David Watkin jest laureatem Oscara za zdjęcia do Pożegnania z Afryką, ta produkcja przyniosła mu także nagrodę BAFTA oraz nagrodę krytyków z Los Angeles i Brytyjskiego Stowarzyszenia Operatorów. Brytyjska Akademia wyróżniła go dodatkowo siedmioma kolejnymi nominacjami za zdjęcia do tak znaczących filmów jak m.in.: Rydwany ognia, Paragraf 22, Szarża lekkiej brygady (Tony’ego Richardsona z 1969 roku) oraz Help!. Watkin otrzymał też nagrody za zdjęcia do Ślicznotki z Memphis (Evening Standard British Film Awards) oraz za Rydwany ognia (krytycy Nowego Jorku). W 2004 roku otrzymał Złotą Żabę za całokształt twórczości na festiwalu Camerimage.